# وانگ فنگ (بازیکن بسکتبال)
وانگ فنگ (انگلیسی: Wang Fang؛ زادهٔ ۱۴ ژانویهٔ ۱۹۶۷) بازیکن بسکتبال اهل چین است.